# Peter Bjørnskov
Peter Bjørnskov (Horsens, 1981) is een Deense zanger, songwriter en producer. Hij is een voormalig drummer van de poprockband Neeva, die op 22 september 2008 hun debuutalbum Where to Start uitbracht.
Peter Bjørnskov heeft verschillende nummers geschreven die gezongen werden in de Deense Melodi Grand Prix. Ook heeft hij nummers geschreven voor artiesten als Sanne Salomonsen, Ankerstjerne, Kato, Emmelie de Forest, Electric Lady Lab, Thomas Ring, Bryan Rice en The Fireflies. Hij maakt deel uit van het songwriting-team "Startone Music", waar ook Lene Dissing deel van uitmaakt.

## Carrière

### Deense Melodi Grand Prix
Peter Bjørnskov schreef en componeerde het nummer "Breathing", dat Bryan Rice zong tijdens de Dansk Melodi Grand Prix van 2010, waar het de finale bereikte, maar werd verslagen door "In a Moment Like This" dat werd gezongen door Chanée & N'evergreen.
Tijdens de Dansk Melodi Grand Prix van 2011 zong Anne Noa het nummer "Sleepless", dat de tweede plaats behaalde na A Friend in London. Bjørnskov schreef het nummer met John Gordon en Lene Dissing. Samen met Lene Dissing en Sune Haansbæk schreef Bjørnskov "Reach for the Sky" dat werd gezongen door Kenneth Potempa tijdens de Dansk Melodi Grand Prix van 2012.
In de Dansk Melodi Grand Prix van 2013 zong Mohamed Ali het nummer "Unbreakable". Dat lied werd geschreven door Morten Friis, Michael Parsberg, Lene Dissing en Peter Bjørnskov. Het lied behaalde de tweede plaats.

## Discografie

### Album
- Nu (2014)

### Singles
Als solo-artiest
- En Anden (2012)
- Lysår (2013)
- Vi Er Helte (2013)
- Venner For Evigt (2014)
- Usynlig (2014)
- Telefon (2016)
- Videre i Mig (2017)
- Paralyze (2020)
- Catchfire (2021)
- My Room (2022)
- Kun Et Kys (2023)

Met anderen
- Nattog met Ankerstjerne (2011)
- Dimitto (Let Go) met Kato en Safri Duo (2013)
- Miracles met Martin Jensen (2015)
- All I Wanna Do met Martin Jensen (2016)
- Somebody I'm Not met Martin Jensen (2018)
- So Happy met Madden (2019)